# Праліси Дорівського лісництва
Праліси Дорівського лісництва — пралісова пам'ятка природи місцевого значення. Об'єкт розташований на території Надвірнянського району Івано-Франківської області, ДП «Делятинське лісове господарство», Дорівське лісництво, квартал 4, виділи 21, 23.
Площа — 27 га, статус отриманий у 2020 році.